# Veselí (Janovice nad Úhlavou)
Veselí je malá vesnice, část města Janovice nad Úhlavou v okrese Klatovy v Plzeňském kraji. Nachází se asi jeden kilometr západně od Janovic nad Úhlavou. Veselí leží v katastrálním území Veselí nad Úhlavou o rozloze 1,95 km².

## Historie
První písemná zmínka o vesnici pochází z roku 1379.

## Obyvatelstvo
| Rok            | 1869 | 1880 | 1890 | 1900 | 1910 | 1921 | 1930 | 1950 | 1961 | 1970 | 1980 | 1991 | 2001 | 2011 | 2021 |
| -------------- | ---- | ---- | ---- | ---- | ---- | ---- | ---- | ---- | ---- | ---- | ---- | ---- | ---- | ---- | ---- |
| Počet obyvatel | 101  | 150  | 135  | 158  | 153  | 143  | 133  | 102  | 110  | 121  | 114  | 70   | 75   | 58   | 61   |
| Počet domů     | 21   | 22   | 19   | 18   | 18   | 18   | 20   | 19   | 27   | 24   | 28   | 28   | 28   | 28   | 29   |

## Obecní správa
Při sčítání lidu v letech 1850–1920 Veselí bylo osadou obce Rohozno v okrese Klatovy. V letech 1921–1975 bylo samostatnou obcí v okrese Klatovy.
Od 1. července 1975 je částí města Janovice nad Úhlavou v okrese Klatovy.

## Pamětihodnosti
- Zámek Veselí – po letech chátrání v havarijním stavu